# Венцлевский, Зигмунт
Зигмунт Венцлевский (пол. Zygmunt Węclewski; 1 или 19 мая 1824, Мендзыжеч — 14 августа 1887, Львов) — польский классический филолог, ректор Львовского университета (1877—1878).

## Биография
Был сыном Сильвестра, чиновника земского суда, и Текли из рода Закенских, имел старшего брата Станислава, педагога и издателя старопольских текстов. Учился в гимназии Фридерика Вильгельма в Познани, учился во Вроцлавском университете, доктор университета в Галле.
До 1869 года был профессором Главной школы в Варшаве, в 1871 году стал первым польским профессором кафедры классической филологии Львовского университета, где в 1877—1878 годах был ректором. Во Львовском университете преподавал с 1887 года. Член Академии знаний в Кракове. Был автором популярных словарей латинского и греческого языков, переводчиком всех сохранившихся греческих трагедий и исследователем творчества Клеменса Яницкого и Анджея Кшицкого.

## Работы
- «Słownik łacińsko-polski do autorów klasycznych…» (Познань 1851),
- «Historia tragedii greckiej» (Варшава, 1859),
- «Disputatio de Clementis Ianicii scriptis» (Варшава, 1865),
- «Historia literatury greckiej od czasów Aleksandra Wielkiego…» (Варшава 1867),
- «Słownik grecko-polski» (Варшава, 1868),
- «Tragicy greccy w trzech tomach, przekład всех tragedii greckich» (Познань 1873).